# Šestakovskij
Šestakovskij (in russo остров Шестаковский?) è un'isola della Russia nel mare di Ochotsk. Amministrativamente appartiene al Penžinskij rajon del Territorio della Kamčatka, nel Circondario federale dell'Estremo Oriente. L'isola si trova nella parte settentrionale della baia della Penžina, alla foce del fiume Šestakova. A sud-est, vicino alla costa si trova l'isola Ornočka.